# Esquadró Mòbil Antiavalots
L'Esquadró Mòbil Antiavalots (en castellà: Escuadrón Móvil Antidisturbios, ESMAD) és una unitat especial de la Direcció de Seguretat Ciutadana (DISEC) de la Policia Nacional de Colòmbia. Creada el 1999 té per missió el control dels aldarulls, amb la finalitat de restablir l'ordre i la seguretat dels habitants. És la dependència del Comando d'Unitats Operatives Especials integrada per personal encarregat del control d'avalots, masses, bloquejos, acompanyament a desallotjaments d'espais públics o privats, que es presentin en zona urbana o rural del territori colombià.
Des de la seva creació ha rebut múltiples crítiques per l'ús excessiu de força i de tàctiques violentes per a dissoldre concentracions, la qual cosa ha portat en diverses oportunitats a la mort de civils. Per aquests motius, observadors dels drets humans de les Nacions Unides han sol·licitat que se sotmeti a una «profunda transformació».

## Creació
Va ser creat mitjançant la Directiva transitòria 0205, del 24 de febrer de 1999, de la Direcció General de Policia, la qual organitza i estructura l'esquadró per a solucionar una conjuntura temporal. Posteriorment, mitjançant la Resolució número 01363, del 14 d'abril del mateix any, el director general de la Policia va formalitzar l'ESMAD durant el govern d'Andrés Pastrana. El 17 de juliol de 2007, en el govern d'Álvaro Uribe, es va aprovar la Resolució número 02467 «per la qual es crea el distintiu del Curs de Control de Multituds dels Esquadrons Mòbils Antidisturbis de la Policia Nacional».

## Composició

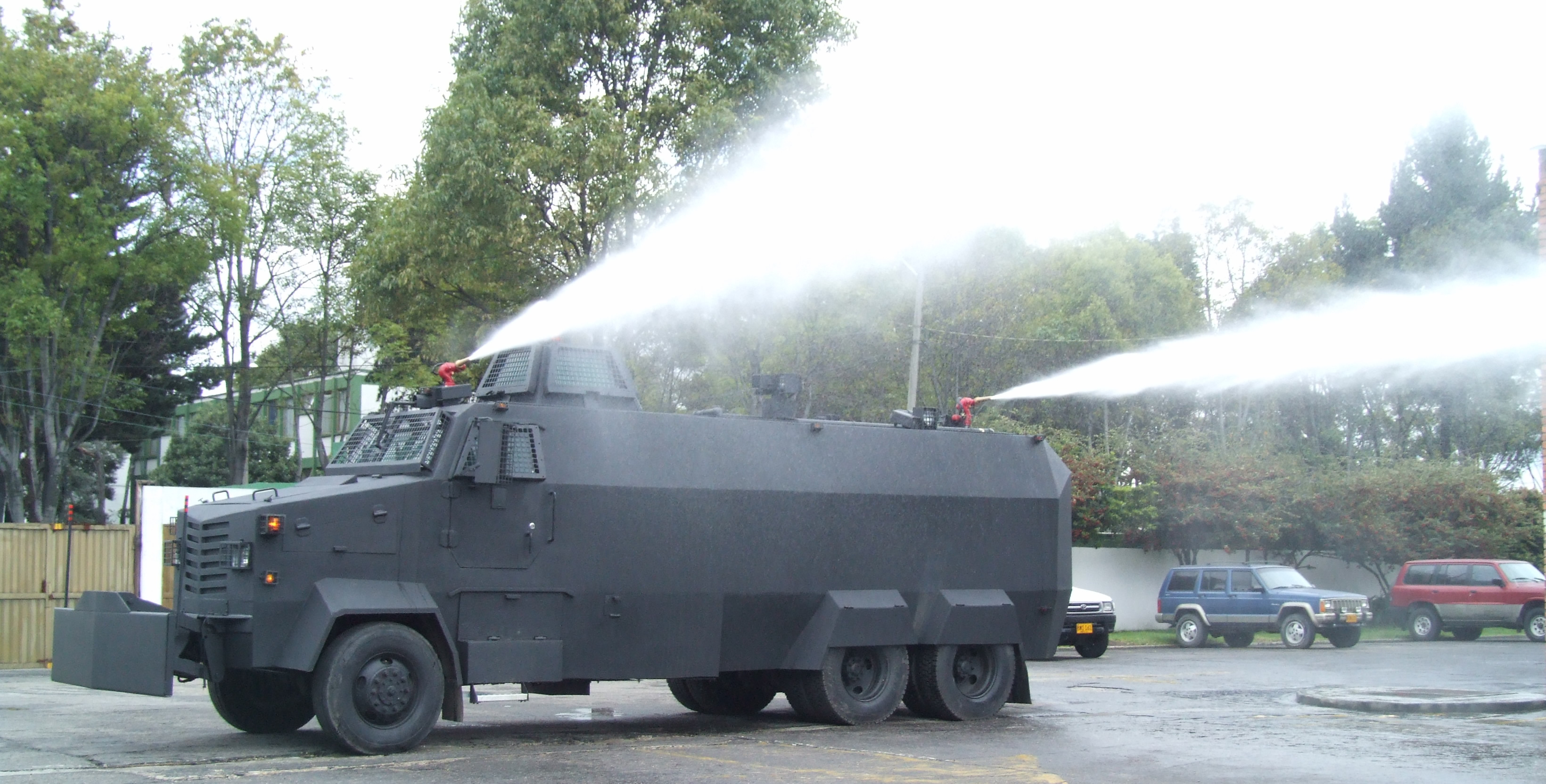
Tanqueta amb canó d'aigua usada per l'ESMAD, fabricada per ISBI. Té capacitat d'11.500 litres d'aigua i posseeix protecció balística.

L'ESMAD té presència permanent en dinou ciutats del territori, tres esquadrons a Bogotà, dos a Medellín i un en cadascuna de les ciutats de Cali, Bucaramanga, Barranquilla, Pereira, Pasto, Popayán, Valledupar, Cartagena de Indias, Neiva, Yopal, Riohacha, Manizales, Cúcuta, Barrancabermeja, Palmira, Ibagué, Montería i Villavicencio; per a un total de vint-i-tres esquadrons. Cada un d'ells opera a la seva àrea d'influència de manera que actuen a tot l'estat, situats estratègicament a les principals ciutats colombianes. Són unitats desconcentrades de la Direcció de Seguretat Ciutadana (DISEC), amb dependència operativa dels Comandos de Regió.
L'any 2019 l'entitat estava composta per 3.770 homes i 106 dones, dels quals 556 són agents antiavalots. Cada esquadró està compost per 5 oficials, 8 suboficials i 150 patrullers; la unitat mínima d'intervenció està integrada per 1 oficial, 4 suboficials, i 50 patrullers.

## Equipament
Compten amb un vestit especial de protecció (protector corporal), bastó tonfa, escut antimotí (de policarbonat o metàl·lic), en ocasions armament de gas lacrimogen, escopetes de pilotes de goma, granades atordidores i el suport de vehicles tipus tanqueta amb canó d'aigua a pressió. Tenen la potestat de fer detencions temporals de ciutadans que sobrepassin l'autoritat. Els esdeveniments on es nota més la seva presència són les protestes estudiantils a universitats, mobilitzacions socials, desallotjaments, operatius policials i partits de futbol professional.

## Controvèrsia i denúncies
La institució és motiu de polèmica constant entre detractors i defensors, amb una marcada divisió en la percepció i interpretació que es té de la seva tasca i funcionament real. Els seus opositors (amb una forta presència entre els defensors dels drets humans) l'acusen de fer ús il·legítim i abusiu de la força. Han estat denunciats per tortura, empalaments, violacions, ús d'armes de foc convencionals i no convencionals (com granades de dispersió recarregades amb objectes contundents o esmolats), i fins i tot l'assassinat d'alguns manifestants, entre ells el jove Nicolás David Neira Álvarez, de 15 anys d'edat, que va ser assassinat el Dia Internacional dels Treballadors de 2005, després de rebre diversos cops contundents de l'ESMAD, pels quals el Jutjat Administratiu núm. 37 de Bogotà va imposar una milionària condemna a l'Estat colombià. A data de desembre de 2019, es comptabilitza fins un total de 34 morts atribuïdes a l'acció de l'ESMAD, incloent a alguns menors d'edat.
Tant detractors com defensors desestimen mútuament les seves acusacions i realitzen argumentacions basades en testimonis i vídeos on es registren tant els excessos de força de l'ESMAD com als manifestants realitzant actes de vandalisme, com els succeïts durant la vaga agrària de 2013, la vaga estudiantil de 2018 i la minga indígena de 2019, entre d'altres. Malgrat la gravetat dels fets violents, la majoria no es denuncien per la dificultat d'identificar als agressors, obtenir proves o perquè no existeixen els mecanismes legals suficients. S'han presentat casos on els integrants de l'ESMAD han estat ferits o han resultat morts durant les manifestacions i procediments policials.
Els mitjans de comunicació colombians han donat cobertura de la controvèrsia que genera aquest cos policial i les xarxes socials, com facebook i twitter, són molt usats com a canal per a la denúncia d'excessos del cos, així com llocs web privats on es publiquen fotos i vídeos dels fets.
S'han presentat demandes i denúncies públiques en contra d'aquesta pràctica d'ús excessiu de la força i violació dels drets humans, a la protesta social, agressions a la premsa i a l'autonomia universitària. També ha rebut tocs d'atenció per part del Defensor del Poble. Així mateix, s'han realitzat mobilitzacions per exigir al govern la dissolució del cos, petició que també han proposat els familiars de les víctimes de fets relacionats amb abusos d'aquest cos.
L'any 2019, el ministre de Defensa colombià, Guillermo Botero, va impulsar la creació d'escamots antiavalots, que són unitats militars per a «controlar multituds, protestes socials i recolzar a la policia quan les situacions se sobrepassin». Els integrants d'aquests escamots són soldats que van ser entrenats per a ser contraguerrilla. Ambdues unitats estan funcionant a Bogotà a través dels batallons de Policia Militar número 13 i 15. Aquest fet ha estat denunciat per diverses organitzacions i moviments socials del país.
En el marc de la vaga general de 2019 es va denunciar l'ús desmesurat de la força per part d'aquesta unitat de la policia. Entre diversos casos d'abús i violència es va presentar la mort a Bogotà de l'estudiant de secundària Dilan Cruz, a causa del tret d'un agent de l'ESMAD, la qual va ser catalogada per l'Institut Nacional de Medicina Legal i Ciències Forenses com de tipus «violenta-homicidi». En aquest mateix sentit es troba el registre en vídeo d'un agent de l'ESMAD que ataca a una jove donant-li una puntada de peu.
En el 2020 es va denunciar l'abús policial per part d'efectius de la Policia Nacional de Colòmbia i de l'ESMAD durant les protestes del 9 de setembre, les quals es van convocar arran de la mort de l'advocat Javier Ordoñez per part d'agents de la policia i que van desembocar en la massiva mobilització de la ciutadania als carrers i crema dels Centres d'Atenció Immediata (CAI) de diverses zones de la ciutat.

### Morts atribuïdes
Entre la seva creació l'any 1999 i novembre de 2019 es van denunciar un total de 19 morts per accions de l'ESMAD. El Manual 070 d'autoprotecció contra l'ESMAD, publicat per la Universitat dels Andes, estableix la xifra de 20 persones mortes. La policia va sol·licitar retirar aquest manual, la qual cosa va ser negada. Segons l'ONG Temblores, la xifra s'eleva a més de 30. Aquest situació comporta un desacord sobre el nombre total de civils que han mort com a resultat de les tàctiques utilitzades per aquest esquadró. Algunes ONG reporten que el nombre ascendiria a 59 casos que correpondrien a homicidis culposos o dolosos atès que la força està organitzada sota el principi de no letalitat i, en teoria, hauria d'utilitzar armes no mortíferes.

### Retenció forçada i detenció arbitrària
L'any 2019 la Procuradoria General de la Nació va obrir un nou exepdient a l'ESMAD, per abusos de policials, entre ells fer pujar un jove a la força a un vehicle Renault Logan de color gris, sense que es coneguessin majors detalls d'ell. Igual va succeir amb la seva parella que la van fer pujar a un altre vehicle quan es trobava protestant durant la vaga general. Aquestes pràctiques han estat qualificades per la Personeria de Bogotà com a «fosques i d'una altra època».